# インディ・ジョーンズ シリーズの年表
インディ・ジョーンズ シリーズの年表（いんでぃじょーんずシリーズのねんぴょう）では、『インディ・ジョーンズ シリーズ』における架空の出来事を年表形式に掲載する。この世界の出来事は現実の時間軸に沿って展開する設定になっており、以下の年代表記は西暦である。
- ※印が付いているものは、現実に起きた出来事（史実）が元となっている。
- インディ・ジョーンズ誕生後は、その時点のインディの年齢も併記する。

## 年表

### 1830年代
1835年
- カーリ教集団が表向き絶滅する[1]。

### 1870年代
1872年
- 11月7日、ヘンリー・ジョーンズ・シニア誕生。

1878年
- 3月17日、アンナ・ジョーンズ誕生。

### 1890年代
1898年
- ヘンリーとアンナが結婚する。

1899年（0歳）
- ヘンリーがオックスフォード大学を卒業する。
- 7月1日、ヘンリー・ジョーンズ・ジュニア（のちのインディアナ・ジョーンズ）、ニュージャージーで生まれる。

### 1900年代
1900年（1歳）
- ヘンリがプリンストン大学の教授になる。

1905年（6歳）
- インディが犬を飼う。

1908年（9歳）
- インディが両親とともに世界中を旅する[2]。1912年まで続く。

### 1910年代
1912年（13歳）
- インディがユタ州の十字架を盗掘しているグループを見つけ奪還するがあっけなく捕まる。インディの知恵と勇気をほめる悪党の1人がインディにカウボーイ・ハットを渡す[3][4]。

- 5月16日アンナが旅行中病死する。

1914年（15歳）
- 第1次世界大戦勃発。※

1915年ー1916年（16歳 - 17歳）
- インディがベルギー軍兵士になる。

1916年（17歳）
- インディの飼っていた犬が死亡する。

### 1920年代
1922年（23歳）
- インディ、シカゴ大学を卒業[5]。

### 1930年代
1935年（36歳）
- インドで魔宮伝説事件発生[1][6]。

1936年（37歳）
- 失われたアーク事件発生[7]。

1938年（39歳）
- ヘンリー・ジョーンズ行方不明事件発生[3]。

1939年（40歳）
- 第二次世界大戦勃発。※

### 1940年代
1944年（45歳）
- インディ、バジル・ショーとともにナチスから「アンティキティラのダイヤル」を奪還する。

1947年（48歳）
- ロズウェル事件発生。※

### 1950年代
1957年（58歳）
- クリスタル・スカル事件発生[8]。

### 1960年代
1969年（70歳）
- アンティキティラのダイヤル事件発生

### 1990年代
1992年（93歳）
- インディが過去の話を娘のダフネに話す[9]。